# 瓜南直子
瓜南 直子（かなん なおこ、1955年8月15日 - 2012年6月4日）は、日本の画家。

## 生涯
石川県穴水町に生まれ、2歳のときに家族とともに東京へ移り、東京芸術大学に学んだ。1980年、東京芸術大学美術学部工芸科（鍛金専攻）卒業。
30代以降は鎌倉市に定住し、有元利夫の影響を受けて日本画を基調とした絵画の制作を行なうようになった。
芥川賞作家の藤沢周、詩人の城戸朱理、文芸評論家の富岡幸一郎など地元鎌倉の文化人などと交流し、2012年1月に死去した日本画家の小泉淳作からは画材を遺贈されていた。上田篤を理事長とするNPO法人である「観○光（かんひかり）」の会員でもあった。
漬け物づくりや料理を趣味とし、自ら「漬物道楽」と称していた。

## 関連書籍

### 絵本作品
- （たかどのほうこ 作、瓜南直子 絵）ねこが見た話、福音館書店、1998年
- （富安陽子 作、瓜南直子 絵）ぼっこ、偕成社（偕成社ワンダーランド）、1998年
- （澤田徳子 作、瓜南直子 絵）あやしが丘のおばけらんど、文研出版（文研ブックランド、 2001年
- （高楼方子 作、瓜南直子 絵）もちつもたれつの館のまき、日本標準（あおぞら文庫）、 2003年

### 作品集・遺稿集
- 寝目物語、ギャラリーミリュウ、2001年[6]
- 瓜南直子作品集 兎神国物語、青幻舎、2014年
- （瓜南直子 著、瓜南直子文集刊行委員会 編 ）絵画を生きて : 月の消息、作品社、2014年